# علامة

علامة ممنوع التدخين وتعني منع التدخين في مكان ما

العلامة هي صورة ترمز لوجود (كخطر مادة سامة) أو معنى معين (كعلامات المرور).